# كلينتون ليبرتي
كلينتون ليبرتي (بالإنجليزية: Clinton Liberty؛ مواليد 4 يونيو 1998) هو ممثل وراقص أيرلندي. وهو معروف بدوره في مسلسل آي تي في هولدينغ (2022).

## النشأة
نشأ ليبرتي في لايتاون، مقاطعة ميث. وهو من أصل نيجيري.

## المسيرة
ليبرتي له دور قادم في فيلم الرعب فيد إلى جانب ديزي جيلي ونيامه ماكورماك. في أبريل 2023، ترددت شائعات بأن ليبرتي انضم إلى فريق عمل مسلسل إتش بي أو الخيالي آل التنين لموسمها الثاني في دور لم يكشف عنه.

## فيلموغرافيا

### الأفلام
| العام | العنوان                      | الدور     | ملاحظات    |
| ----- | ---------------------------- | --------- | ---------- |
| 2016  | الشيطان الوسيم               | راقص      |            |
| 2019  | باور أوت                     | ويل       | فيلم قصير  |
| 2019  | هناك شيء لا يبدو على ما يرام | جوك       | فيلم قصير  |
| 2019  | التوأم                       | رائع حفلة | فيلم قصير  |
| 2022  | عيد الميلاد هذا              | مايكل     | سكاي سينما |

### التلفزيون
| العام | العنوان            | الدور    | ملاحظات       |
| ----- | ------------------ | -------- | ------------- |
| 2019  | في قلبي للأبد      | بيتر     | فيلم تلفزيوني |
| 2020  | أناس عاديون        | كيرنان   | 5 حلقات       |
| 2021  | خنق                | ماكس     | 1 حلقة        |
| 2021  | الانتخابات الحمراء | ماركوس   | دور رئيسي     |
| 2022  | هولدينغ            | لينوس دن | دور رئيسي     |
| 2024  | آل التنين          | آدم هول  | موسمين        |

## المسرح
| العام | العنوان       | الدور  | ملاحظات                                                         |
| ----- | ------------- | ------ | --------------------------------------------------------------- |
| 2019  | جعجعة بلا طحن |        | شركة المسرح السحري الخام؛ رباعية، كيلكيني / مسرح رويال واترفورد |
| 2019  | السندان       | إدموند | آنو للإنتاج، مانشستر                                            |

## وصلات خارجية
كلينتون ليبرتي على موقع IMDb (الإنجليزية)
- كلينتون ليبرتي على موقع قاعدة بيانات الفيلم (الإنجليزية)
- كلينتون ليبرتي في قاعدة بيانات الأفلام على الإنترنت
- كلينتون ليبرتي على كونواي فان جيلدر جرانت